# Пигида, Николай Евстафьевич
Николай Евстафьевич Пигида (1919—1943) — старший лейтенант Рабоче-крестьянской Красной Армии, участник Великой Отечественной войны, Герой Советского Союза (1943).

## Биография
Николай Пигида родился 19 декабря 1919 года в Ейске. Окончил два курса электромеханического техникума. В 1939 году Пигида был призван на службу в Рабоче-крестьянскую Красную Армию. В том же году он окончил Харьковское военное училище связи, а в 1941 году — курсы усовершенствования командного состава. С начала Великой Отечественной войны — на её фронтах.
К июлю 1943 года старший лейтенант Николай Пигида был начальником штаба 12-го истребительно-противотанкового артиллерийского полка 40-й армии Воронежского фронта. Отличился во время Курской битвы. 8-10 июля 1943 года Пигида лично многократно устранял повреждения на линии связи во время отражения немецких контратак, что способствовало успешному управлению боем батарей командованием полка. 12 сентября 1943 года во время боя у хутора Чернече Гадячского района Полтавской области Украинской ССР Пигида возглавил три полковых батареи и успешно руководил их действиями, нанеся противнику большие потери. В том бою Пигида погиб. Похоронен в селе Петровка-Роменская Гадячского района Полтавской области Украины.
Указом Президиума Верховного Совета СССР от 24 декабря 1943 года старший лейтенант Николай Пигида посмертно был удостоен высокого звания Героя Советского Союза. Также был награждён орденом Ленина и двумя орденами Красной Звезды.
В честь Пигиды названа улица и установлен бюст в Петровке-Роменской.